# Пантон, Дайана
Дайана Пантон — канадская джазовая вокалистка. Получила премию Juno за лучший детский альбом года в 2017 году за альбом «I Believe in Little Things» и премию Juno за 2015 год за вокальный джазовый альбом для RED. Также получила пять номинаций на JUNO за свои альбомы Cheerful Little Earful (2020), Solstice/Equinox (2019), Christmas Kiss (2013), To Brazil with Love (2012) и If the Moon Turns Green…(2009). «I Believe in Little Things» дебютировал на 8 строчке в чарте Billboard Jazz Chart, одновременно дебютировав на 11 строчке в детском музыкальном чарте Billboard. Первый альбом «…Yesterday Perhaps» и третий альбом Pink были удостоены награды Silver Disc Awards японским журналом Jazz Critique Magazine.
Пантон начала свою музыкальную карьеру в составе группы Hamilton All Star Jazz Bands. Услышав её выступление с этой группой, ветеран мульти-инструменталист Дон Томпсон (Order of Canada) пригласил посетить Banff Center for the Arts, где он был членом факультета, что привело к их совместной работе над альбомами десять лет спустя. В нём Дайана училась под руководством Нормы Уинстон.
Выступала с международными джазовыми музыкантами, включая Гвидо Бассо, Майка Мурли, Фила Ниммонса и Кенни Уилера, как солистка филармонического оркестра Гамильтона под руководством Акидо Эндо.
Дайана получила степень магистра по французской литературе с отличием в Университете Макмастера и изучала искусство в школе Парсонса в Париже. Она преподает французский язык, искусство и драму в средней школе Вестдейл в Гамильтоне, Онтарио.

## Дискография
| Год  | Альбом                                                                          |
| ---- | ------------------------------------------------------------------------------- |
| 2005 | …Yesterday Perhaps                                                              |
| 2007 | If the Moon Turns Green…                                                        |
| 2009 | Pink                                                                            |
| 2011 | To Brazil with Love                                                             |
| 2012 | Christmas Kiss                                                                  |
| 2013 | Little Gems and Other Keepsakes (Compilation + bonus tracks, Asia only release) |
| 2013 | RED                                                                             |
| 2014 | My Heart Sings (Live in Taipei, Asia only release)                              |
| 2015 | I Believe in Little Things                                                      |
| 2017 | Solstice / Equinox                                                              |
| 2018 | Yes, Please! (Compilation disc + bonus tracks, Asia only release)               |
| 2019 | A Cheerful Little Earful                                                        |
| 2021 | Fairy Sings Love Suite (сборник + бонус-треки, релиз только в Азии)             |
| 2022 | Blue                                                                            |
| 2024 | Soft Wind and Roses                                                             |